# HD 24040 b
HD 24040 b는 항성 HD 24040으로부터 4.68 천문단위 떨어져서 3,400일 주기로 1회 공전하고 있는 외계 행성이다. 최소질량은 목성의 4.04배이다. 보다 정확한 질량을 알려면 궤도경사각을 알아야 하나 현재로서는 각도가 알려져 있지 않아 실제 질량은 최소치보다 좀 더 나갈 것이다. 질량은 훨씬 더 큼에도 행성의 크기는 목성과 거의 같다. 이는 행성의 질량이 커져도 자체가 중력적으로 압축되기 때문에, 더욱 빽빽하게 뭉칠 뿐 덩치가 커지지는 않기 때문이다. 이 행성의 조성물이 목성과 비슷하다고 가정하면, 대기 상층부에는 암모니아와 물의 구름이 떠다닐 것이다. 그러나 질량이 커서 내부열 또한 목성보다 많이 간직하고 있기 때문에, 대기는 목성보다 훨씬 더 격렬하게 요동칠 것이다.

## 같이 보기
- HD 154345 b

## 참고 문헌
- (영어) 라이트 연구진 (2007). “Four New Exoplanets and Hints of Additional Substellar Companions to Exoplanet Host Stars”. 《The Astrophysical Journal》 657 (1): 533–545. doi:10.1086/510553. 2015년 11월 6일에 원본 문서에서 보존된 문서. 2009년 6월 21일에 확인함.